# 九州文化学園高等学校
九州文化学園高等学校（きゅうしゅうぶんかがくえんこうとうがっこう）は、長崎県佐世保市椎木町にある私立高等学校。長らく女子校であったが、2006年度より再び男女共学となった。学校法人九州文化学園の経営する学校の一つ。
バレーボールの強豪として知られ、数多くの実績を持っていたが、2022年度をもって廃部となった（後述）。

## 沿革
- 1951年（昭和26年） - 九州文化学園高等学校設置認可、男女共学校として設立、第1回入学式施行。
- 1956年（昭和31年） - 男女共学制より女子高等学校に移行。
- 1996年（平成8年） - 衛生看護専攻科開設。
- 2000年（平成12年） - 第50回入学式。
- 2003年（平成15年） - 第50回卒業式。
- 2006年（平成18年） - 再び男女共学制となる。
- 2006年（平成18年） - 矢岳町から椎木町の長崎短期大学隣接地へ移転（西九州自動車道佐世保道路建設に伴うもの）。

## 設置課程
- 全日制
  - 普通科
    - Sアカデミーコース
    - Sグローバルコース
    - 総合進学コース
    - キャリアデザインコース

  - 食物調理科
  - 衛生看護科
  - 保育福祉科
    - 保育コース
    - 福祉コース

## 生徒会活動・部活動など
バレーボール（女子）
- 1989年（平成元年）8月　高校総体で優勝（初優勝）。
- 2000年（平成12年）3月　第31回春高バレーで優勝。
- 2003年（平成15年）8月　長崎ゆめ総体、市内体育文化館での決勝で文京学院大女子高校を下し優勝（14年ぶり2回目）。
- 2004年（平成16年）3月　第35回春高バレーで優勝。
- 2004年（平成16年）10月　彩の国まごころ国体バレー競技少年女子の部で優勝。
- 2005年（平成17年）10月　晴れの国おかやま国体バレー競技少年女子の部で優勝。
- 2006年（平成18年）10月　のじぎく兵庫国体バレー競技少年女子の部で優勝、史上初の国体3連覇を達成。
- 2007年（平成19年）8月　青春・佐賀総体で優勝（4回目）など。

今まで獲得した全国タイトルは、計15回（選手権5、総体1、国体7、選抜2）である。
しかし、1980年（昭和55年）から長きにわたって監督を務めてきた井上博明が2023年（令和5年）3月に定年退職し、それに伴いバレーボール部は廃部。同時点で在籍していた部員の大半は、井上の再雇用先である長崎県立西彼杵高等学校に転校し、そちらでチームを継続することになった。
野球部の練習場は西海国立公園内の九十九島にある。

## アクセス
最寄りのバス停
- 西肥バス（させぼバス担当）「長崎短大・九文高校」バス停下車。平日のみで土日祝日は運休

最寄りの鉄道駅
- 松浦鉄道西九州線大学駅徒歩30分

## 著名な出身者

### バレーボール
現役選手 
- 川島亜依美（岡山シーガルズ）※日本代表
- 小幡真子（JTマーヴェラス）※日本代表
- 田中瑞稀（JTマーヴェラス）※日本代表
- 橋本梨紗
- 中島未来（東レアローズ）
- 稲葉早生（トヨタ車体クインシーズ）

 引退選手・指導者・関係者 
- 満永ひとみ（指導者：長崎北児童クラブ）※日本代表
- 林蓉子
- 福田みつ子（指導者：フォレストリーヴズ熊本）
- 濱口華菜里 ※日本代表
- 杉本早希
- 水田祐未
- 高田ありさ ※日本代表
- 野口彩佳（指導者：長崎国際大学）
- 岩永麻里江
- 藤井舞 ※日本代表
- 築地保奈美
- 宮田由佳里
- 香野晶子
- 本田つばさ
- 山田真里
- 峯村沙紀（副務：NECグリーンロケッツ）
- 川島里華（保健体育教員：岐阜第一高等学校）
- 下平夏奈
- 伊藤望
- 野村明日香

### 野球
- 山科颯太郎（火の国サラマンダーズ）
- 柏木寿志（徳島インディゴソックス）

### 競輪
- 野口のぞみ（女子競輪選手）